# Tom's Diner
„Tom's Diner“ je píseň americké zpěvačky Suzanne Vega o newyorském dineru. Vydána byla v roce 1987 na jejím druhém albu Solitude Standing: desku otevírá verze a cappella a uzavírá ji instrumentální podoba téže skladby.
Roku 1991 vyšlo několik verzí písně v podání různých hudebníků na albu Tom's Album. Roku 1993 byla původní verze písně použita ve filmu Nezkrotné srdce. V roce 2015 vydal svou verzi italský hudebník Giorgio Moroder (nazpívala ji Britney Spears). Dinerem, o němž píseň pojednává, je ve skutečnosti newyorský Tom's Restaurant. Hlavní postava čte při snídani noviny a dozvídá se, že zemřel slavný herec (narážka na smrt Williama Holdena v listopadu 1981). 
Dne 23. prosince 2011, pět dní po smrti politika a dramatika Václava Havla, přijela Vega do Prahy, kde během koncertu Pocta Václavu Havlovi zazpívala právě tuto píseň.